# Etisinae
De Etisinae zijn een onderfamilie van krabben (Brachyura) uit de familie Xanthidae.

## Geslachten
De Etisinae omvatten de volgende geslachten:
- Etisus H. Milne Edwards, 1834
- Paretisus Ward, 1933